# MRT Singapore
Mass Rapid Transit eller MRT är ett tunnelbanesystem som utgör ryggraden i kollektivtrafiken i Singapore, som spänner över hela regionen. Den inledande delen av MRT, mellan Yio Chu Kang Station och Toa Payoh Station, invigdes 1987 och etablerade sig som den näst äldsta tunnelbanan i sydostasien, efter Manilas LRT System. Nätverket har sedan vuxit snabbt som en följd av Singapores målsättning att utveckla ett omfattande tunnelbanenät som den viktigaste ryggraden i kollektivtrafiken i landet, med ett genomsnittlig daglig antal resande av 3 400 000 under 2019.
MRT har 163 stationer  med 242 km tunnelbana och verkar på normalspår. Trafiken trafikeras av företagen SMRT Corporation och SBS Transit. Dessa operatörer kör även buss och taxi, vilket säkerställer att det finns en fullständig integration av kollektivtrafiken. MRT kompletteras av det regionala Light Rail Transit (LRT) system som länkar MRT stationer med bostadsområden. Trafiken går normalt från ca 05:30 och slutar vanligtvis före 00:00 med en trafikfrekvens på cirka två till sju minuter och trafiken utvidgas under festliga perioder.
Sedan 1987 har delstatens transportmyndighet arbetat med att utvidga systemet för att ansluta varje kvarter/regionen i Singapore. Thomson-East Coast line är under uppbyggnad och en första del invigdes 2020. North East Line, Circle Line och Downtown Line utgör världens största förarlösa tunnelbanesystem.

## Infrastruktur

### Nuvarande linjenät
| Linje (Operatör)                      | Invigd     | Stationer | Längd (km) | Ändhållplatser         | Ändhållplatser    | Depåer längs linjen |
| ------------------------------------- | ---------- | --------- | ---------- | ---------------------- | ----------------- | ------------------- |
| North South Line (SMRT Trains)        | 1987-11-07 | 27        | 45         | Jurong East            | Marina South Pier | Bishan              |
| East West Line (SMRT Trains)          | 1987-12-12 | 35        | 57,2       | Pasir Ris / Changi     | Tuas Link         | Ulu Pandan / Changi |
| North East Line (SBS Transit)         | 2003-06-20 | 17        | 21,6       | HarbourFront           | Punggol           | Sengkang            |
| Circle Line (SMRT Trains)             | 2009-05-28 | 30        | 35.5       | Dhoby Ghaut Marina Bay | Harbourfront      | Kim Chuan           |
| Downtown Line (SBS Transit)           | 2013-12-22 | 34        | 41.9       | Bukit Panjang          | Expo              | Kim Chuan Gali Batu |
| Thomson–East Coast Line (SMRT Trains) | 2020-01-31 | 27        | 40,6       | Woodlands North        | Bayshore          | Mandai Depot        |